# Michelle Finn-Burrell
Michelle Finn-Burrell (geb. Michelle Bonae Finn; * 8. Mai 1965 in Orlando) ist eine ehemalige US-amerikanische Sprinterin.
Bei den Hallenweltmeisterschaften wurde sie 1987 in Indianapolis und 1991 in Sevilla Fünfte im 60-Meter-Lauf. Bei den Olympischen Spielen 1992 in Barcelona wurde sie Siebte über 200 Meter und gewann Gold in der 4-mal-100-Meter-Staffel, bei der sie im Vorlauf im US-amerikanischen Team eingesetzt wurde. Im Jahr darauf kam sie bei den Weltmeisterschaften in Stuttgart über 100 und 200 Meter ins Halbfinale und gewann Silber in der 4-mal-100-Meter-Staffel.
Von 1990 bis 1992 wurde sie dreimal in Folge nationale Meisterin in der Halle über 60 Meter. Im Freien wurde sie 1990 US-Meisterin über 100 Meter.
Michelle Finn-Burrell ist 1,65 m groß und wog zu Wettkampfzeiten 52 kg. Im Herbst 1994 heiratete sie Leroy Burrell, den damaligen Weltrekordler über 100 Meter. Das Paar lebt mit seinen drei gemeinsamen Söhnen in Houston.

## Persönliche Bestzeiten
- 50 m (Halle): 6,13 s, 15. Februar 1992, Los Angeles
- 60 m (Halle): 7,07 s, 28. Februar 1992, New York City
- 100 m: 11,05 s, 24. Juli 1990, Seattle
- 200 m: 22,39 s, 5. August 1992, Barcelona